# David Dúixman
David Aleksàndrovitx Dúixman (rus: Давид Александрович Душман) (Ciutat Lliure de Danzig, actual Gdańsk, 1 d'abril de 1923-Múnic, 4 de juny de 2021) va ser un militar i entrenador d'esgrima jueu rus, soldat de l'Exèrcit Roig i entrenador de l'equip olímpic soviètic, respectivament. L'any 1945 va ajudar a l'alliberament del camp de concentració nazi d'Auschwitz-Birkenau i també va lluitar en la batalla de Stalingrad i la batalla de Kursk durant la Segona Guerra Mundial.

## Orígens
L'1 d'abril de 1923 va néixer a la Ciutat Lliure de Danzig, actualment coneguda com a Gdańsk. El seu pare era general, metge esportiu i metge militar de l'Exèrcit Roig, mentre que la seva mare era pediatra. Dúixman va passar part de la seva infància a Minsk abans que la família es traslladés a Moscou, on el seu pare havia estat contractat per dirigir el centre mèdic de l'institut estatal d'esports. Més tard, al 1938, el seu pare va ser deportat a un gulag al nord del cercle polar àrtic durant la Gran Purga de Ióssif Stalin, on va morir deu anys després.

## Segona Guerra Mundial
Es va convertir en voluntari de l'Exèrcit Roig com a conductor de tancs i va participar en la batalla de Stalingrad i la batalla de Kursk durant la Segona Guerra Mundial. Va rebre més de quaranta condecoracions i distincions, inclosa l'Orde de la Guerra Patriòtica.
A primera hora de la tarda del 27 de gener de 1945, va conduir un tanc T-34 sobre la tanca elèctrica del camp de concentració nazi d'Auschwitz-Birkenau a la Polònia ocupada, iniciant així l'alliberament del camp i permetent l'entrada al campament de les tropes terrestres de la 322a Divisió de rifles de l'Exèrcit Roig. Al campament, va ser testimoni de la fam que patien els interns així com dels munts de cadàvers i va dir que «els vam llençar tots els nostres aliments enllaunats i immediatament vam anar a perseguir els feixistes», però en el moment no va ser conscient del propòsit real del campament ni de l'escala de les atrocitats.
Com a conseqüència de la guerra va patir ferides greus en tres ocasions i va ser un dels 69 soldats que va sobreviure a la guerra del total de 12.000 que formaven la seva divisió.

## Carrera d'esgrima
Després de la guerra, es va convertir en un tirador d'esgrima professional. Va ser entrenador de l'equip nacional femení d'esgrima de la Unió Soviètica entre 1952 i 1988. Quan la selecció va disputar els Jocs Olímpics d'Estiu de 1972, va ser testimoni de la massacre de Múnic. Concretament va ser allotjat just davant dels atletes israelians i va descriure que estava «horroritzat» pels fets, sent ell mateix molt conscient dels seus orígens jueus.
Thomas Bach, president del Comitè Olímpic Internacional (COI) i antic campió olímpic d'esgrima representant a l'Alemanya Occidental, va recordar que quan el va conèixer el 1970, Dúixman «em va oferir immediatament amistat i consell, malgrat la seva experiència personal amb la Segona Guerra Mundial i Auschwitz, sent un home d'origen jueu». Bach va afegir que l'acte va ser «un gest humà tan profund que mai l'oblidaré».
Segons el COI, Dúixman va continuar visitant el seu club d'esgrima local per a donar classes gairebé tots els dies fins als 94 anys.

## Mort
Durant la dècada de 1990 va viure uns anys a Àustria abans de traslladar-se a Múnic. Des de 1996 fins a la seva mort, el 4 de juny de 2021, va viure a Neuperlach, un dels districtes de la ciutat de Múnic, juntament amb la seva dona Zoja que va premorir diversos anys abans.
En el moment de la seva mort, molts mitjans de comunicació el van etiquetar incorrectament com l'últim alliberador supervivent del camp de concentració nazi d'Auschwitz-Birkenau, però, encara quedaven vius altres alliberadors del camp, com ara Ivan Stepànovitx Martinuixkin, que vivia a Moscou.